# Plectranthus doba
Plectranthus doba là một loài thực vật có hoa trong họ Hoa môi. Loài này được (Hochst. ex Chiov.) ined. miêu tả khoa học đầu tiên.